# Bitronco
| Bitroncos                   | Bitroncos               |
| --------------------------- | ----------------------- |
| Ejemplo: bitronco hexagonal |                         |
| Caras                       | 2 n-gonos, 2n trapecios |
| Aristas                     | 5n                      |
| Vértices                    | 3n                      |
| Grupo de simetría           | Dnh, [n,2], (*n22)      |
| Poliedro dual               | Bipirámide elongada     |
| Propiedades                 | Convexo                 |

Un bitronco n-agonal es un poliedro que contiene tres n-ágonos planos paralelos, siendo el intermedio el más grande y generalmente el superior y el inferior congruentes entre sí.
Puede construirse como dos troncos congruentes combinados en un plano de simetría, y también como una bipirámide con los dos vértices polares truncados.
Son los poliedros duales de la familia de las bipirámides elongadas.

## Fórmulas
Para un bitronco regular n-gonal con las aristas del polígono ecuatorial de longitud a, los lados de las bases b y la semi-altura (la mitad de la distancia entre los planos de las bases) h, el área de la superficie lateral Al, el área total A y el volumen V son:
{\displaystyle A_{l}=n(a+b){\sqrt {\left({\frac {a-b}{2}}\cot {\frac {\pi }{n}}\right)^{2}+h^{2}}}\,,}
{\displaystyle A=A_{l}+n{\frac {b^{2}}{2\tan {\frac {\pi }{n}}}}\,,}
{\displaystyle V=n{\frac {a^{2}-b^{2}}{6\tan {\frac {\pi }{n}}}}h\,.}

## Ejemplos
Tres bitroncos son los duales de tres sólidos de Johnson (J14, J15 y J16). En general, un bitronco n-agonal tiene 2n trapecios, 2 n-ágonos y es dual a una bipirámide elongada.
| Bitronco triangular                                                       | Bitronco cuadrado                                                      | Bitronco pentagonal                                                        | Bitronco hexagonal                                                       |
| ------------------------------------------------------------------------- | ---------------------------------------------------------------------- | -------------------------------------------------------------------------- | ------------------------------------------------------------------------ |
|                                                                           |                                                                        |                                                                            |                                                                          |
| 6 trapecios, 2 triángulos. Dual de la bipirámide triangular elongada, J14 | 8 trapecios, 2 cuadrados. Dual de la bipirámide cuadrada elongada, J15 | 10 trapecios, 2 pentágonos. Dual de la bipirámide pentagonal elongada, J16 | 12 trapecios, 2 hexágonos. Dual de la bipirámide hexagonal elongada, J17 |